# Capitoli di Beelzebub

Copertina del primo volume dell'edizione italiana.

Questa è la lista dei capitoli del manga Beelzebub, scritto e disegnato dal mangaka Ryuhei Tamura.
Il primo capitolo di Beelzebub venne pubblicato per la prima volta su Weekly Shōnen Jump nel febbraio 2009, mentre l'ultimo nel febbraio 2014. Altri sei capitoli extra sono stati pubblicati sotto il titolo Beelzebub Another tra maggio 2014 e marzo 2015. I singoli capitoli sono stati raccolti e pubblicati in formato tankōbon a partire dal luglio dello stesso anno, per un totale di 28 volumi.
Il manga è pubblicato in Italia da Star Comics a cadenza bimestrale e per un breve tempo mensile, prima di ritornare bimestrale. Il primo numero italiano è uscito il 1º giugno 2011, mentre l'ultimo è stato pubblicato il 1º ottobre 2015.

## Volumi 1-10
| Nº | Titolo italiano Giapponese 「Kanji」 - Rōmaji | Data di prima pubblicazione             | Data di prima pubblicazione             |
| Nº | Titolo italiano Giapponese 「Kanji」 - Rōmaji | Giapponese                              | Italiano                                |
| 1  | Ho raccolto il principe dei demoni 「魔王ひろいました」 - Maō hiroimashita | 3 luglio 2009 ISBN 978-4-08-874732-3    | 1º giugno 2011 ISBN 978-88-6420-401-7   |
| 1  | Capitoli - 1. Ho raccolto il principe dei demoni (魔王ひろいました?, Maō hiroimashita) - 2. Il capobanda con il bambino (子連れ番長はじめました?, Kozure banchō hajimemashita) - 3. Forte, crudele e bastardo! (強くて凶悪でクソヤロー?, Tsuyoku te kyōaku de kuso yarō) - 4. Fly! (FLY!!?) - 5. Come se fossi sua madre (母親になったつもりで?, Hahaoya ni natta tsumoride) - 6. "Quella cosa"? (あれ?, Are) - 7. Ho chiuso con le risse (ケンカやめます?, Kenka yamemasu) |                                         |                                         |
| 2  | Due donne 「女2人」 - Onna futari | 4 settembre 2009 ISBN 978-4-08-874774-3 | 1º agosto 2011 ISBN 978-88-6420-402-4   |
| 2  | Capitoli - 8. Viene? Non viene? (来る? 来ない??, Kuru? Konai?) - 9. Un uomo (男は?, Otoko wa) - 10. Sboccia l'amore! (恋がはじまる?, Koi ga hajimaru) - 11. Il debutto al parco (公園デビューします?, Kōen debyū shimasu) - 12. Un passatempo per il principe dei demoni (ヒマをもてあました魔王の遊び?, Hima o moteamashita maō no asobi) - 13. Il ragazzo e la ragazza si sono ritrovati (再びであった男と女?, Futatabi de atta otoko to onna) - 14. Si sono ritrovati... ma sono condannati! (再びであったが百年目?, Futatabi de atta ga hyakunenme) - 15. L'uragano dei sentimenti (恋のハリケーん?, Koi no harikēn) - 16. Due donne (女2人?, Onna futari) |                                         |                                         |
| 3  | Entra in scena Tojo 「登場!!」 - Tōjō!! | 4 novembre 2009 ISBN 978-4-08-874775-0  | 3 ottobre 2011 ISBN 978-88-6420-403-1   |
| 3  | Capitoli - 17. Non ti perdonerò (あなたは許さない?, Anata wa yurusanai) - 18. Il duello (決闘です?, Kettō desu) - 19. L'esito (決着です?, Ketchaku desu) - 20. La sconfitta (負け?, Make) - 21. Estate significa questo, no? (夏といえばコレでしょう?, Natsu to ieba kore deshō) - 22. Che uomo! (なかなか男じゃない?, Nakanaka otoko janai) - 23. Entra in scena Tojo (登場!!?, Tōjō!!) - 24. Vattene! (出てゆけ?, Dete yuke) - 25. Senza lasciare traccia (きれいさっぱりと?, Kireisappari to) |                                         |                                         |
| 4  | Liceo Ishiyama, specializzato in risse e fuochi d'artificio 「花火とケンカは石矢魔名物」 - Hanabi to kenka wa Ishiyama meibutsu | 4 febbraio 2010 ISBN 978-4-08-874797-2  | 1º dicembre 2011 ISBN 978-88-6420-404-8 |
| 4  | Capitoli - 26. La battaglia (戦い?, Tatakai) - 27. Mi sono proprio divertito! (楽しかったぜ?, Tanoshikattaze) - 28. È arrivato il dottore (医者が来ました?, Isha ga kimashita) - 29. Che cos'ho in testa?! (何考えてんだ!??, Nani kangaetenda!?) - 30. L'alleanza (仲間に入れて?, Nakama ni irete) - 31. Tutti a raccolta (全員集合?, Zen'in shūgō) - 32. Liceo Ishiyama, specializzato in risse e fuochi d'artificio (花火とケンカは石矢魔名物?, Hanabi to kenka wa Ishiyama meibutsu) - 33. Quale delle due?! (どっち!??, Dotchi!?) - 34. Il tuo genitore è qui (親はこっちです?, Oya wa kotchi desu)                                                        |                                         |                                         |
| 5  | Mondo diavolo! 「ほんまかい」 - Honmakai | 2 aprile 2010 ISBN 978-4-08-870025-0    | 2 febbraio 2012 ISBN 978-88-6420-405-5  |
| 5  | Capitoli - 35. Non ti intromettere! (邪魔すんな?, Jamasunna) - 36. Vittoria (勝った?, Katta) - 37. Il campione dell'Ishiyama (石矢魔最強?, Ishiyama saikyō) - 38. L'estate sta finendo (夏のおわりに?, Natsu no owari ni) - 39. Il ritiro in montagna (山ごもりです?, Yamagomori desu) - 40. Il nonno più forte (最強の爺ちゃん?, Saikyō no jiichan) - 41. Mondo diavolo! (ほんまかい?, Honmakai) - 42. Non è più tra noi (アイツが死んだ?, Aitsu ga shinda) - 43. Siete nemici, vero? (敵だな?, Teki dana) |                                         |                                         |
| 6  | L'Istituto Saint Ishiyama 「聖石矢魔学園」 - Sento Ishiyama gakuen | 4 luglio 2010 ISBN 978-4-08-870051-9    | 2 aprile 2012 ISBN 978-88-6420-447-5    |
| 6  | Capitoli - 44. Angelica (アンジェリカ?, Anjerika) - 45. Diventa grande! (大きくなれよ?, Ōkikunareyo) - 46. Beel il gigante (ベル坊巨大化!!?, Berubō kyodaika!!) - 47. La fine dell'avventura (冒険のおわり?, Bōken no owari) - 48. L'Istituto Saint Ishiyama (聖石矢魔学園?, Sento Ishiyama gakuen) - 49. Il debutto dopo le vacanze estive (夏休みデビュー?, Natsu yatsumi debyū) - 50. Gli stupidi non vanno bene (バカはダメよ?, Baka wa dame yo) - 51. Esci con me! (ちょっとつき合って?, Chotto tsukiatte) - 52. Scontro di spade (「刀」の戦い?, "Katana" no tatakai)                                                                                    |                                         |                                         |
| 7  | È guerra totale 「全面対決です」 - Zenmen taiketsu desu | 4 agosto 2010 ISBN 978-4-08-870090-8    | 1º giugno 2012 ISBN 978-88-6420-448-2   |
| 7  | Capitoli - 53. Facciamo un quiz... (クイズです?, Kuizu desu) - 54. Hajime Kanzaki (神崎 一?, Kanzaki Hajime) - 55. Andiamo tutti a casa! (みんな帰ります?, Minna kaerimasu) - 56. È guerra totale (全面対決です?, Zenmen taiketsu desu) - 57. Io non ti conosco (てめーなんて知らねー?, Temē nante shiranē) - 58. Il ritardatario (遅れてきた男?, Okuretekita otoko) - 59. Lui è qui! (あの人が来た?, Ano hito ga kita) - 60. Il più forte! (最強?, Saikyō) - 61. La prossima battaglia (次の戦いは?, Tsugi no tatakai wa) |                                         |                                         |
| 8  | La partita di pallavolo 「バレーボール勝負!!」 - Barēbōru shōbu!! | 4 novembre 2010 ISBN 978-4-08-870128-8  | 2 agosto 2012 ISBN 978-88-6420-449-9    |
| 8  | Capitoli - 62. Volley-boobs (おっぱいバレー?, Oppai barē) - 63. Pallavolo o morte! (バレーか死か?, Barē ka shi ka) - 64. Tu sarai il capitano! (てめーがキャプテン?, Temē ga kyaputen) - 65. Che sto facendo?! (何やってんだ!??, Nani yattenda!?) - 66. Io non ti conosco (2ª parte) (てめーなんて知らねー2?, Temē nante shiranē ni) - 67. Oga VS. Miki! (男鹿VS三木!!?, Oga vs Miki!!) - 68. Oga VS. Tojo! (男鹿VS東条!?, Oga vs Tōjō!) - 69. Saint Ishi Festival (聖石舞祭?, Sento Ishi busai) - 70. La partita di pallavolo (バレーボール勝負!!?, Barēbōru shōbu!!)                                                                                         |                                         |                                         |
| 9  | Arriva il diavolo 「魔王が来たりて」 - Maō ga kitarite | 29 dicembre 2010 ISBN 978-4-08-870128-8 | 3 ottobre 2012 ISBN 978-88-6420-662-2   |
| 9  | Capitoli - 71. L'arma segreta?! (秘密兵器!??, Himitsu heiki!?) - 72. Voglio che continui! (終わらせない!!?, Owarasenai!!) - 73. L'uomo venuto per distruggere (ぶっ壊しにきた男?, Bukkowashi ni kita otoko) - 74. Riesci a resistere? (ガマンできる??, Gaman de kiru?) - 75. Schiena contro schiena (背中合わせ?, Senaka awase) - 76. Arriva il diavolo (魔王が来たりて?, Maō ga kitarite) - 77. New Entry (新しい〇〇です?, Atarashii __ desu) - 78. Zenjuro Saotome (早乙女 禅十郎?, Saotome Zenjūrō) - 79. Non sono un nemico! (敵じゃないよ?, Teki ja nai yo)                                                                                              |                                         |                                         |
| 10 | I fratelli piagnucoloni 「泣きむし兄弟」 - Nakimushi kyōdai | 4 marzo 2011 ISBN 978-4-08-870193-6     | 2 novembre 2012 ISBN 978-88-6420-661-5  |
| 10 | Capitoli - 80. È arrivato! (来ました?, Kimashita) - 81. Sterminerò l'umanità (人間滅ぼす?, Ningen horobosu) - 82. I fratelli piagnucoloni (泣きむし兄弟?, Nakimushi kyōdai) - 83. La divisione Behemoth (ベヘモット柱師団?, Behemotto chūshidan) - 84. Lo scontro (対決!!?, Taiketsu!!) - 85. Demone o non demone? (悪魔? 悪魔じゃあい??, Akuma? Akuma ja nai?) - 86. Muoio! (死でしまいます?, Shinde shimaimasu) - 87. Questo proprio non me lo aspettavo! (こんなの予想外?, Konna no yosōgai) - 88. Che rabbia! (ムカつく?, Mukatsuku) |                                         |                                         |

## Volumi 11-20
| Nº | Titolo italiano Giapponese 「Kanji」 - Rōmaji | Data di prima pubblicazione             | Data di prima pubblicazione             |
| Nº | Titolo italiano Giapponese 「Kanji」 - Rōmaji | Giapponese                              | Italiano                                |
| 11 | Sfida ai videogame! 「ゲーム勝負!!」 - Gēmu shōbu!! | 2 maggio 2011 ISBN 978-4-08-870223-0    | 3 dicembre 2012 ISBN 978-88-6420-660-8  |
| 11 | Capitoli - 89. Sono debole! (オレって弱い?, Orette yowai) - 90. Gli allenamenti (ザ•修業!!?, Za shugyō!!) - 91. Il ritiro in montagna (山ごもりです2?, Yamagomori desu ni) - 92. Sassi e ostinazione (石と気力?, Ishi to kiryoku) - 93. L'Istituto Demoniaco (悪魔のXX?, Akuma no XX) - 94. Se ci scoprono è un bel guaio! (秘密が外にある場合、それが終わる?, Himitsu ga soto ni aru baai, sore ga owaru) - 95. En'o e i giochi online ((ネトゲのエンオウ?, Netoge no En'ō)) - 96. Sfida ai videogame! (ゲーム勝負!!?, Gēmu shōbu!!) - 97. The End of War (戦争の終わり4?, Sensō no owari yon) |                                         |                                         |
| 12 | L'ira di Hilda 「ヒルダの怒り」 - Hiruda no ikari | 4 luglio 2011 ISBN 978-4-08-870259-9    | 2 gennaio 2013 ISBN 978-88-6420-521-2   |
| 12 | Capitoli - 98. Testardo fino in fondo (私はプライドを捨ててよ！?, Watashi wa puraido o sutete yo!) - 99. L'imbroglio (カンニング？!?, Kan'ningu?!) - 100. Insegui Beel! (ベビーベルに従ってください！?, Bebīberu ni shitagatte kudasai!) - 101. Abbiamo un vincitore! (ゲームオーバー?, Gēmuōbā) - 102. Trovato! (あなたを見つけた!?, Anata o mitsuketa!) - 103. Chi sono i miei vicini? (あなたが隣に何をしますか？?, Anata ga tonari ni nani o shimasu ka?) - 104. L'ira di Hilda (ヒルダは壊したんだ！?, Hiruda wa kowashita nda!) - 105. Di nuovo i demoni (悪魔は戻っている?, Akuma wa modotte iru) - 106. La battaglia di Oga (男鹿の戦い?, Oga no tatakai)                                                                                               |                                         |                                         |
| 13 | Comportati da Oga! 「男鹿らしくしなさい」 - Oga rashiku shinasai | 2 settembre 2011 ISBN 978-4-08-870286-5 | 1º marzo 2013 ISBN 978-88-6420-522-9    |
| 13 | Capitoli - 107. Io... (私は...?, Watashi wa...) - 108. Super Milk Time (スーパーミルクタイム?, Sūpāmirukutaimu) - 109. La fine della battaglia o l'inizio? (戦いの終わり？スタート？?, Tatakai no owari? Sutāto?) - 110. Un caso momentaneamente chiuso? (ケースはクローズ！私は思います?, Kēsu wa kurōzu! Watashi wa omoimasu) - 111. Ci siamo scambiati! (体交換?, Karada kōkan) - 112. Comportati da Oga! (男鹿らしくしなさい?, Oga rashiku shinasai) - 113. Battaglia tra donne (ネコのけんか?, Neko no kenka) - 114. La grande strategia delle Redtail (赤い尾の戦い?, Akai o no tatakai) - 115. Kunieda e il Tengu (国枝とその男?, Kunieda to sono otoko)                                                                                                 |                                         |                                         |
| 14 | Incursione all'istituto Akumano! 「のは、悪魔の学院に潜入しないみよう！」 - No wa, akuma no gakuen ni sen'nyū shinai miyō! | 2 dicembre 2011 ISBN 978-4-08-870318-3  | 2 maggio 2013 ISBN 978-88-6420-523-6    |
| 14 | Capitoli - 116. La rinascita del Liceo Ishiyama (イシヤマは再構築?, Ishiyama wa sai kōchiku) - 117. Il saluto (挨拶?, Aisatsu) - 118. Incursione all'istituto Akumano! (のは、悪魔の学院に潜入しないみよう！?, No wa, akuma no gakuen ni sen'nyū shinai miyō!) - 119. Violento scontro VS. Agiel! (あげる対襲撃パーティー?, Ageru tai shūgeki pātī) - 120. Il generale (陸軍元帥?, Rikugun gensui) - 121. Il gioco (ゲーム?, Gēmu) - 122. Una squadra fortissima (オールスターチーム?, Ōrusutāchīmu) - 123. La prima ora di lezione dell'Akumano (悪魔野HR?, Akumano hōmurūmu) - 124. L'isola della decapitazione (首切島?, Kubikiri-jima) |                                         |                                         |
| 15 | Il re e Oga 「王と男鹿」 - Ō to Oga | 2 marzo 2012 ISBN 978-4-08-870373-2     | 3 luglio 2013 ISBN 978-88-6420-638-7    |
| 15 | Capitoli - 125. Suiten Ikaruga (斑鳩 酔天?, Suiten Ikaruga) - 126. Scontro con gli isolani (VS島民！？?, VS tōmin!?) - 127. Allenamenti reali (実践特訓?, Jissen tokkun) - 128. Nazuna e Zen (薺と禅?, Nazuna to Zen) - 129. I Demoni servitori prigionieri (囚われの事侍女悪魔たち?, Toraware no jijo Akumatachi) - 130. Il ritorno di Oga (男鹿の帰還?, Oga no kikan) - 131. Non sono bravo in matematica! (算数は苦手?, Sansū wa nigate) - 132. Il re e Oga (王と男鹿?, Ō to Oga) - 133. La rissa (ケンカ?, Faito) - 134. Girls' battle (ガールズバトル?, Gāruzu batoru) |                                         |                                         |
| 16 | Tatsumi 「たつみさん」 - Tatsumi-san | 4 giugno 2012 ISBN 978-4-08-870405-0    | 4 settembre 2013 ISBN 978-88-6420-632-5 |
| 16 | Capitoli - 135. Game (ゲーム?, Gēmu) - 136. Il generalissimo (総大将?, Sōdaishō) - 137. VS. Jabberwock (VSジャバウぉック?, Bāsasu Jabawokku) - 138. Il padre del principe dei demoni (魔王のお父さん?, Maō no otōsan) - 139. Tatsumi (たつみさん?, Tatsumi-san) - 140. Ti farò tornare la memoria! (記憶を取り戻すのダッ！?, Kioku o torimodosu no da！) - 141. L'amnesia del demone servitore (記憶喪失の侍女悪魔?, Kiokusōshitsu no jijo akuma) - 142. Il bacio del principe (王子のくちづけ?, Ōji no kuchizuke) - 143. Il giovane signore (若?, Waka) |                                         |                                         |
| 17 | Si va in gita! 「修学旅行に行くのダッ！」 - Shūgakuryokō ni iku no da! | 3 agosto 2012 ISBN 978-4-08-870480-7    | 2 novembre 2013 ISBN 978-88-6420-744-5  |
| 17 | Capitoli - 144. Futaba-chan (二葉ちゃん?, Futaba-chan) - 145. Mizukiri (水切り?, Mizukiri) - 146. Si va in gita! (修学旅行に行くのダッ！?, Shūgakuryokō ni iku no da！) - 147. Il capobanda in gita col bambino (子連れ番長in修学旅行?, Kozure banchō in shūgakuryokō) - 148. Izo Aiba (哀場 猪蔵?, Aiba Izō) - 149. Chiyo Aiba (哀場 千夜?, Aiba Chiyo) - 150. Churai (ちゅらい?, Churai) - 151. Tempesta d'amore (恋の嵐?, Koi no arashi) - 152. Bimbi perduti (まいご?, Maigo) |                                         |                                         |
| 18 | Andiamo allo show di Gohan-kun! 「ヒーローショーに行くのダ!!」 - Hīrōshō ni iku no da!! | 4 ottobre 2012 ISBN 978-4-08-870519-4   | 2 gennaio 2014 ISBN 978-88-6420-863-3   |
| 18 | Capitoli - 153. Il capo (大将?, Taishō) - 154. Scontro fra capibanda con bambino (子連れ番長対決?, Kozure banchō taiketsu) - 155. La fine della gita scolastica! (修学旅行おしまい!!?, Shūgakuryokō oshimai!!) - 156. Il baby pilota (赤ちゃんドライバー?, Akachan doraibā) - 157. Andiamo allo show di Gohan-kun! (ヒーローショーに行くのダ!!?, Hīrōshō ni iku no da!!) - 158. Partecipiamo allo show di Gohan-kun! (ヒーローショーに出るのダ!!?, Hīrōshō ni deru no da!!) - 159. La conclusione dello show di Gohan-kun! (ヒーローショー決着!!?, Hīrōshō kecchaku!) - 160. Il videomessaggio (ビデオレター?, Bideo Retā) - 161. La scuola privata superiore San Marcus (私立サンマルクス修道学院?, Shiritsu San Marukusu shūdō gakuin) - Extra. Beelzebububub |                                         |                                         |
| 19 | Banana 「リーゼント」 - Rīzento | 4 dicembre 2012 ISBN 978-4-08-870554-5  | 1º marzo 2014 ISBN 978-88-6420-911-1    |
| 19 | Capitoli - 162. Il lottatore improvvisato (飛び入りファイター?, Tobiiri faitā) - 163. Disunione (仲間割れ?, Nakamaware) - 164. Lati negativi (嫌なところ?, Iyana tokoro) - 165. Banana (リーゼント?, Rīzento) - 166. La regina madre (母君?, Hahagimi) - 167. L'uomo che amo (惚れた男?, Horeta otoko) - 168. La promessa sposa (婚約者?, Fianse) - 169. Furuichi panic (古市パニック?, Furuichi Panikku) - 170. Mai più mezza calzetta (モブ市卒業！？?, Mobuichi sotsugyō!?) |                                         |                                         |
| 20 | Oga VS. Furuichi 「男鹿VS古市」 - Oga bāsasu Furuichi | 4 febbraio 2013 ISBN 978-4-08-870619-1  | 2 maggio 2014 ISBN 978-88-6420-978-4    |
| 20 | Capitoli - 171. Furuichi VS. Shinki! (古市VS神姫?, Furuichi bāsasu Shinki) - 172. Furuichi VS. Tojo (古市VS東条?, Furuichi bāsasu Tōjō) - 173. Oga VS. Furuichi (男鹿VS古市?, Oga bāsasu Furuichi) - 174. Tatsumi e Taka-chin (辰巳とたかちん?, Tatsumi to Takachin) - 175. Sei forte! (十分強ぇーよ?, Jūbun tsuyoe yo) - 176. Ormai è inverno (季節はもう冬?, Kisetsu wa mō fuyu) - 177. Arriva il Natale! (1ª parte) (クリスマスがやって来るのダ!!?, Kurisumasu ga yattekuru no da!!) - 178. Arriva il Natale! (2ª parte) (クリスマスがやって来るのダ!!その②?, Kurisumasu ga yattekuru no da!! Sono 2) - 179. Comincia la "sfida del Santo Natale"! (開幕!聖セントX'mas!!?, Kaimaku! Sento sento X'mas!!)                                                     |                                         |                                         |

## Volumi 21-28
| Nº | Titolo italiano Giapponese 「Kanji」 - Rōmaji | Data di prima pubblicazione             | Data di prima pubblicazione             |
| Nº | Titolo italiano Giapponese 「Kanji」 - Rōmaji | Giapponese                              | Italiano                                |
| 21 | L'ultima battaglia di Natale! 「X'mas最終決戦!!」 - Kurisumasu saishū kessen!! | 2 maggio 2013 ISBN 978-4-08-870664-1    | 3 luglio 2014 ISBN 978-88-6920-009-0    |
| 21 | Capitoli - 180. Comincia il torneo! (トーナメントが始まるのダ!!?, Tōnamento ga hajimaru no da!!) - 181. La sfida tra i coniugi più forti! (対決!最強夫婦!?, Taiketsu! Saikyō fūfu!!) - 182. Lotta serrata! Best eight (激戦!!ベスト8?, Gekisen!! Besuto eito) - 183. L'incontro dell'Ishiyama! (石矢魔対決!!?, Ishiyama taiketsu!!) - 184. Semifinale contro Tojo! (準決勝!VS東条!?, Junkesshō! VS Tōjō!) - 185. L'ultima battaglia di Natale! 1ª parte (X'mas最終決戦!! ①?, Kurisumasu saishū kessen!! 1) - 186. L'ultima battaglia di Natale! 2ª parte (X'mas最終決戦!! ②?, Kurisumasu saishū kessen!! 2) - 187. È una prova! (お試しダッ!?, Otameshi da!) - 188. La rinascita dell'antro del diavolo (復活の魔窟?, Fukkatsu no makutsu) |                                         |                                         |
| 22 | Satsurikuengi 「石山のシックス成り上がり」 - Ishiyama no shikkusu nariagari | 4 luglio 2013 ISBN 978-4-08-870767-9    | 2 settembre 2014 ISBN 978-88-6920-055-7 |
| 22 | Capitoli - 189. Oh! My nasubi (OH!MYナスビ?, OH! Mai nasubi) - 190. Satsurikuengi (石山のシックス成り上がり?, Ishiyama no shikkusu nariagari) - 191. Di chi è la testa di Oga? (誰が男鹿を打つつもりだ？?, Dare ga Oga o utsu tsumorida?) - 192. Era mia intenzione (それは私がやろうとしていたことがまさにそれだ!?, Sore wa watashi ga yarou to shite ita koto ga masani soreda!) - 193. VS. gruppo del Sorei! (VS騒霊組!!?, VS Sōrei-gumi!!) - 194. Kanzaki colpisce ancora (逆襲の神崎?, Gyakushū no Kanzaki) - 195. Papà Switch! (お父さんスイッチ!!?, Otōsan suitchi!!) - 196. Il peso del pugno (拳の重さ?, Kobushi no omosa) - 197. Potrebbe essere un problema! (まずくね??, Mazuku ne?)                                           |                                         |                                         |
| 23 | L'emblema del vassallo 「よく分かる王臣紋」 - Yokuwakaru ōshinmon | 4 settembre 2013 ISBN 978-4-08-870803-4 | 5 novembre 2014 ISBN 978-88-6920-157-8  |
| 23 | Capitoli - 198. Red Tail! Scontro tra nuovo e vecchio! (新旧激突!! 烈怒帝瑠?, Shinkyū gekitotsu!! Reddoteiru) - 199. Sconfiggila! (やっちまえよ?, Yacchimaeyo) - 200. Il terzo boss (3代目総長?, Daime sōchō) - 201. La danza della regina (クィーン, 舞う?, Kuīn, mau) - 202. L'emblema del vassallo (よく分かる王臣紋?, Yokuwakaru ōshinmon) - 203. Banana traditrice (裏切リーゼント?, Uragi rīzento) - 204. Lo stratega prigioniero (囚われの智将?, Toraware no chishō) - 205. Furuichi prende in prestito il potere di Hecadoth! (ヘカドスの威を借る古市?, Hekadosu no i wo karu Furuichi) - 206. L'allievo (兄弟子!?, Anideshi!) |                                         |                                         |
| 24 | Takamiya e Lucifer 「鷹宮とルシファー」 - Takamiya to Rushifā | 1º novembre 2013 ISBN 978-4-08-870836-2 | 2 gennaio 2015 ISBN 978-88-6920-221-6   |
| 24 | Capitoli - 207. A morire sarai tu (死ぬのはてめーだ?, Shinu no hate mēda) - 208. La morte di Furuichi?! (古市死す?, Furuichi shisu?!) - 209. Tohoshin(ki) (東邦神(姫)?, Tōhōshin(ki)) - 210. Non ne ho affatto! (ねーよ そんなもん?, Nēyo sonnamon) - 211. Tojo, il principe del tennis (テニスの東条様?, Tenisu no Tōjō-sama) - 212. L'uomo a cui meno si addice (似合わねー男?, Niawanē otoko) - 213. Takamiya e Lucifer (鷹宮とルシファー?, Takamiya to Rushifā) - 214. È sbocciata (開花?, Kaika) - 215. Beel è scomparso! (消えたベル坊?, Kieta Beru Bō) |                                         |                                         |
| 25 | Attacco imminente! Triplo Furuichi 「迫撃!! トリプル古市」 - Hakugeki!! Toripuru Furuichi | 4 gennaio 2014 ISBN 978-4-08-870889-8   | 3 marzo 2015 ISBN 978-88-6920-281-0     |
| 25 | Capitoli - 216. Dadadadadash! (ダダダダダッシュ!!?, Dadadadadasshu!!) - 217. Brutto traditore! (クソ裏切り野郎?, Kuso uragiri yarō) - 218. Scacco matto (チェックメイト?, Chekkumeito) - 219. Ben venga l'irrazionale! (不合理上等!!?, Fugōri jōtō!!) - 220. La vetta dell'Ishiyama (石矢魔のてっぺん?, Ishiyama no teppen) - 221. Addio, Furuichi?! (さらば!? 古市!!?, Saraba!? Furuichi!!) - 222. Attacco imminente! Triplo Furuichi (迫撃!! トリプル古市?, Hakugeki!! Toripuru Furuichi) - 223. Anche quando sono tre, Furuichi resta un cretino... (3人寄っても古市はバカ?, 3 ninyotte mo Furuichi wa baka) - 224. Giocando con un granchio (蟹とたわむる?, Kani to tawamuru)                                                          |                                         |                                         |
| 26 | Dagli Appennini alle Ande in cerca della mamma 「母を訪ねて何千里?」 - Haha o tazunete nan senri? | 4 aprile 2014 ISBN 978-4-08-880042-4    | 2 maggio 2015 ISBN 978-88-6920-353-4    |
| 26 | Capitoli - 225. Fuckin' Jap!! (ファッキンジャップ!!?, Fakkin jappu!!) - 226. Dagli Appennini alle Ande in cerca della mamma (母を訪ねて何千里??, Haha o tazunete nan senri?) - 227. Autentici Yankee (本場のヤンキー?, Honba no yankī) - 228. Il signor Fuck (ファック様だ?, Fakku-sama da) - 229. Padre, figlio e madre (父と子と母と?, Chichi to ko to haha to) - 230. La mamma si preoccupa sempre (お母さんは心配性?, Okāsan wa shinpai-sei) - 231. È stato divertente (楽しかったぜ?, Tanoshi katta ze) - 232. Back to Ishiyama (バック トゥ石矢魔?, Bakku tu Ishiyama) - 233. Ishiyama tutta di pietra! (石矢魔石だらけ?, Ishiyama ishi-darake)                                                                                      |                                         |                                         |
| 27 | Good bub, liceo Ishiyama! 「グッドバブ!! 石矢魔高校」 - Guddobabu!! Ishiyama-kōkō | 4 giugno 2014 ISBN 978-4-08-880070-7    | 2 luglio 2015 ISBN 978-88-6920-444-9    |
| 27 | Capitoli - 234. Soltanto un mostro (ただの化物?, Tada no bakemono) - 235. Countdown (カウントダウン?, Kauntodaun) - 236. Adesso basta! (いい加減にして?, Ii kagen ni shite) - 237. Non ho altra scelta (しょーがねーから?, Shōganee kara) - 238. L'ultimo attacco (最後の一撃?, Saigo no ichigeki) - 239. Zebul Finisher (ゼブルフィニッシャー?, Zeburu Finisshā) - 240. Good bub, liceo Ishiyama! (グッドバブ!! 石矢魔高校?, Guddobabu!! Ishiyama-kōkō) - Capitolo bonus 1. Abbiamo bisticciato (ケンカしちゃいました?, Kenka shichaimashita) - Capitolo bonus 2. Kappa (かっぱ?, Kappa) - Capitolo bonus 3. Gohan-kun (ごはんくん?, Gohan-kun)                                                                                           |                                         |                                         |
| 28 | Genitori e figli 「親と子」 - Oya to ko | 1º maggio 2015 ISBN 978-4-08-880411-8   | 1º ottobre 2015 ISBN 978-88-6920-535-4  |
| 28 | Capitoli - Extra 1. Si possono trovare cento amici? (友達100人出来るかな??, Tomodachi hyaku nin dekiru ka na?) - Extra 2. Tu tum ♥ La stazione balneare Ishiyama! (ドキッ♥石矢魔だらけの海水浴場!?, Doki' Ishiyama darake no kaisui yokujō!) - Extra 3. Diario del naufragio dei ragazzi dell'Ishiyama (石矢魔少年漂流記?, Ishiyama shōnen hyōryūki) - Extra 4. Furuichi the hero (古市・ザ・ヒーロー?, Furuichi za hīrō) - Extra 5. L'amore sboccia al momento di separarsi! (別れの季節に恋は咲く!!?, Wakare no kisetsu ni koi wa saku!!) - Extra 6. Genitori e figli (親と子?, Oya to ko) |                                         |                                         |

## Volume speciale
| Nº                      | Titolo italiano Giapponese 「Kanji」 - Rōmaji | Data di prima pubblicazione             | Data di prima pubblicazione          |
| Nº                      | Titolo italiano Giapponese 「Kanji」 - Rōmaji | Giapponese                              | Italiano                             |
| Inferno Special Edition | Ryuhei Tamura Short Stories – Beelzebub Inferno Special Edition 「べるぜバブ魔王外伝 田村隆平短編集」 - Beruzebabu Maō gaiden: Tamura Ryūhei tanhenshū                                                                                     | 2 settembre 2011 ISBN 978-4-08-870354-1 | 2 maggio 2015 ISBN 978-88-6920-310-7 |
| Inferno Special Edition | Capitoli - 1. Beelzebub (べるぜバブ?, Beruzebabu) - 2. Omiya Jet (大宮ジェット?, Ōmiya jetto) - 3. Nirai Kanai (ニライカナイより?) - 4. Ura Beat (URA BEAT?) - 5. Beelzebub capitolo bonus - 6. Messaggio dell'autore - 7. Special Gallery |                                         |                                      |